# 15th Seiyu Awards
Die 15th Seiyu Awards wurden am 6. März 2021 in der JOQR Media Plus Hall in Minato, Tokio veranstaltet. Die Gewinner des Merit Awards, des Kei Tomiyama Award, des Kazue Takahashi Award und des Synergy Award wurden am 16. Februar 2021 bekanntgegeben. Die restlichen Gewinner wurden am Tag der Preisverleihung bekanntgegeben.
| Gewinner                                 | Agentur                                                     | Nennenswerte Arbeiten                                                                |
| ---------------------------------------- | ----------------------------------------------------------- | ------------------------------------------------------------------------------------ |
| Bester Schauspieler in einer Hauptrolle  |                                                             |                                                                                      |
| Kenjiro Tsuda                            | Amuleto                                                     | Akihito Narihisago (Id: Invaded)                                                     |
| Beste Schauspielerin in einer Hauptrolle |                                                             |                                                                                      |
| Yui Ishikawa                             | mitt management                                             | Violet Evergarden (Violet Evergarden: Der Film)                                      |
| Beste Schauspieler in Nebenrollen        |                                                             |                                                                                      |
| Takehito Koyasu                          | T’s Factory                                                 | Roswaal L. Mathers (Re:Zero – Starting Life in Another World)                        |
| Nobunaga Shimazaki                       | Aoni Production                                             | Yuki Sōma (Fruits Basket 2nd Season)                                                 |
| Beste Schauspielerinnen in Nebenrollen   |                                                             |                                                                                      |
| Reina Ueda                               | 81 Produce                                                  | Shuka Karino (Darwin’s Game)                                                         |
| Akari Kitō                               | Pro-Fit                                                     | Nene Yashiro (Toilet-Bound Hanako-kun)                                               |
| Beste neue Schauspieler                  |                                                             |                                                                                      |
| Masahiro Itō                             | Hibiki                                                      | Ren Nanahoshi (Argonavis from BanG Dream!)                                           |
| Chiaki Kobayashi                         | Office Osawa                                                | Makoto Edamura (Great Pretender)                                                     |
| Shimba Tsuchiya                          | Himawari Theatre Group                                      | Izumi Norimoto (Savage Season)                                                       |
| Beste neue Schauspielerinnen             |                                                             |                                                                                      |
| Rin Aira                                 | Horipro International                                       | Wakaba Harukaze, Raki Kiseki (Aikatsu on Parade!)                                    |
| Kana Ichinose                            | Sigma Seven e                                               | Yuzuriha Ogawa (Dr. Stone)                                                           |
| Riho Sugiyama                            | Mausu Promotion                                             | Minare Koda (Wave, Listen to Me!)                                                    |
| Natsumi Fujiwara                         | Arts Vision                                                 | Abigail Jones (Great Pretender)                                                      |
| Azumi Waki                               | Haikyō                                                      | Adele von Ascham/Mile (Didn't I Say to Make My Abilities Average in the Next Life?!) |
| Auszeichnung für den besten Gesang       |                                                             |                                                                                      |
| Gewinner                                 | Mitglieder                                                  | Agentur                                                                              |
| Walküre                                  | JUNNA Kiyono Yasuno Nozomi Nishida Nao Tōyama Minori Suzuki |                                                                                      |
| Persönlichkeitspreis                     |                                                             |                                                                                      |
| Gewinner                                 | Agentur                                                     | Nennenswerte Arbeiten                                                                |
| Hiroki Yasumoto                          | Sigma Seven                                                 |                                                                                      |

| Merit Award                                                       |                    |                          |                          |
| Gewinner                                                          | Gewinner           | Agentur                  | Agentur                  |
| Eiko Masuyama                                                     | Eiko Masuyama      | Aoni Production          | Aoni Production          |
| Masane Tsukayama                                                  | Masane Tsukayama   | Seinenza Theater Company | Seinenza Theater Company |
| Kei Tomiyama Memorial Award                                       |                    |                          |                          |
| Gewinner                                                          | Gewinner           | Agentur                  | Agentur                  |
| Toshihiko Seki                                                    | Toshihiko Seki     | 81 Produce               | 81 Produce               |
| Kazue Takahashi Memorial Award                                    |                    |                          |                          |
| Gewinner                                                          | Gewinner           | Agentur                  | Agentur                  |
| Yoshiko Sakakibara                                                | Yoshiko Sakakibara | Freelance                | Freelance                |
| Synergy Award                                                     |                    |                          |                          |
| Gewinner                                                          |                    |                          |                          |
| Voicarion IX: Teikoku Koe Kabuki ~Nobunaga no Inu~ (Bühnenlesung) |                    |                          |                          |
| Special Honor Award                                               |                    |                          |                          |
| Gewinner                                                          |                    |                          |                          |
| Demon Slayer: Kimetsu no Yaiba                                    |                    |                          |                          |
| Kids/Family Award                                                 |                    |                          |                          |
| Gewinner                                                          | Gewinner           | Agentur                  | Agentur                  |
| Rie Nakagawa                                                      | Rie Nakagawa       | Peerless Gerbera         | Peerless Gerbera         |
| Foreign Movie/Series Award                                        |                    |                          |                          |
| Gewinner                                                          | Gewinner           | Agentur                  | Agentur                  |
| Kazuhiro Yamaji                                                   | Kazuhiro Yamaji    | Seinenza Theater Company | Seinenza Theater Company |
| Kazue Komiya                                                      | Kazue Komiya       | Theater Echo             | Theater Echo             |
| Influencer Award                                                  |                    |                          |                          |
| Gewinner                                                          | Gewinner           | Agentur                  | Agentur                  |
| Kotori Koiwai                                                     | Kotori Koiwai      | Peerless Gerbera         | Peerless Gerbera         |
| Most Valuable Seiyū Award                                         |                    |                          |                          |
| Gewinner                                                          | Gewinner           | Agentur                  | Agentur                  |
| Hiro Shimono                                                      | Hiro Shimono       | I’m Enterprise           | I’m Enterprise           |